# Мадонна с Младенцем, Святыми Екатериной и Христофором
Мадонна с Младенцем, святыми Екатериной и Христофором (итал. Madonna col Bambino tra i santi Caterina e Cristoforo) — картина итальянского мастера сиенской школы Маттео ди Джованни. Относится к позднему периоду творчества художника и датируется предположительно концом XV века (1490-е годы). Находится в Москве, в собрании Музея изобразительных искусств имени А. С. Пушкина.
Картина была приобретена между 1886 и 1898 годами в Италии Дмитрием Хомяковым. В 1901 году была им подарена в Румянцевский музей. До 1909 года считалась работой Сано ди Пьетро, пока хранитель отдела изящных искусств Павел Муратов не определил её как произведение Маттео ди Джованни. В 1924 году при ликвидации музея вместе с другими западноевропейскими работами картина была передана в Музей имени А. С. Пушкина.
Подобные «Мадонны с Младенцем» писались художником неоднократно, что говорит о большом спросе заказчиков. В зависимости от условий заказа при сохранении композиции в целом могли меняться святые, изображённые рядом с Мадонной, другие детали. Очевидные различия в художественном уровне сохранившихся работ свидетельствуют о том, что они выполнялись как самим Маттео ди Джованни, так и его мастерской. Другие варианты находятся, в частности, в Национальной пинакотеке Сиены (Италия), Музее изящных искусств Орлеана (Франция), Институте изящных искусств Барбера (Великобритания), Художественном музее Филадельфии (США), собрании Джонсон.
Композицию из московского музея отличает высокий уровень выполнения. Тонкие градации светотени создают пластическую форму наподобие невысокого рельефа, сдержанная цветовая гамма изысканна, а декоративные детали, выполненные тиснёным по золоту орнаментом, отличаются изяществом и тонкостью. В отдельных местах сквозь красочный слой просматривается авторский рисунок.
Картина написана на цельной доске тополя; волокна древесины направлены вертикально. Её размер (вместе с сохранившимся первоначальным обрамлением) составляет 66,3 х 42,7 см. Накладная рама с оборота скреплена горизонтальными планками, выполняющими роль шпонок. Полоса по верхнему краю и нимбы выполнены тиснёным орнаментом по золоту с гравировкой.
По красочному слою проходят две вертикальные трещины с участками потемневшей ретуши; по левой щеке Мадонны проходит горизонтальный разрыв красочного слоя с реставрационной ретушью, небольшие участки реставрационной ретуши присутствуют по всей поверхности картины. Покрывающий живопись поздний лак слегка потемнел и загрязнён.